# Limosina obtusipennis
Limosina obtusipennis är en tvåvingeart som beskrevs av Christian Stenhammar 1854. Limosina obtusipennis ingår i släktet Limosina och familjen hoppflugor.
Artens utbredningsområde är Sverige. Inga underarter finns listade i Catalogue of Life.